# Coppa del Re 1906
La Copa del Rey 1906 fu la quarta edizione della Coppa del Re. La competizione si tenne dal 9 all'11 aprile 1906, e mise in palio un arcaico titolo di campione di Spagna. Le gare vennero disputate in forma di triangolare tutte a Madrid e proprio il Madrid CF risultò vincitore.
Visto il perdurare del boicottaggio catalano, gli organizzatori invitarono una squadra di una regione calcisticamente ancora poco attrezzata, l'Andalusia.

## Triangolare
|           | 9-IV-1906 |                   |
| --------- | --------- | ----------------- |
| Madrid CF | 3 - 0     | Recreativo Huelva |

### Sfida decisiva
|           | 10-IV-1906 |                 |
| --------- | ---------- | --------------- |
| Madrid CF | 4 - 1      | Athletic Bilbao |

### Sfida per il 2' posto
|                 | 11-IV-1906 |                   |
| --------------- | ---------- | ----------------- |
| Athletic Bilbao | 2 - 1      | Recreativo Huelva |

| Squadra           | P.ti | G | V | N | P | GF | GS | DR |
| ----------------- | ---- | - | - | - | - | -- | -- | -- |
| Madrid CF         | 4    | 2 | 2 | 0 | 0 | 7  | 1  | +6 |
| Athletic Bilbao   | 2    | 2 | 1 | 0 | 1 | 3  | 5  | -2 |
| Recreativo Huelva | 0    | 2 | 0 | 0 | 2 | 1  | 5  | -4 |